# Джон Гальяно
Джон Галья́но (28 листопада 1960, Гібралтар) — епатажний англійський модельєр, відомий завдяки своїм авангардним колекціям, з 1996 року є артдиректором дому Christian Dior. За свою кар'єру був неодноразово удостоєний престижних нагород Великої Британії і Франції.

## Життєпис
Народився Джон Гальяно 28 листопада 1960 року у Гібралтарі в інтернаціональній сім'ї, батько — англієць з італійським корінням, а мати — іспанка.
Коли Джону виповнилося 6 років, сім'я перебралася в Лондон. Джон Гальяно поступив в престижний Коледж Мистецтва і Дизайну св. Мартіна і влаштувався на роботу в Національний театр, поєднуючи її з навчанням в коледжі.
У 1985 році Джон Гальяно представив свою дипломну роботу, виконану за мотивами Французької революції, якою він надихнувся в Національному театрі. Його дипломна робота спричинила сенсацію. Цю роботу відмітили і власники магазину авангардного одягу «Браун», які викупили всю колекцію і виставили її на вітрину.
За фінансової підтримки Джоан Бурштейн, Гальяно зміг представити дебютну колекцію на Британському Тижні високої моди. Об'єднавшись з дизайнером капелюхів Стівеном Джонсом, Гальяно потішив публіку свіжим поглядом на світ високої моди, хай і вельми неоднозначним. Так, перед показом колекції він облив всіх моделей водою і у такому вигляді випустив на подіум. Після показу він знайомиться з видавцем Амандою Харлек, що стала його особистим стилістом. Навесні наступного року Гальяно представив колекцію, що мала успіх «Занепалі ангели». Новий спонсор — данський бізнесмен Педер Бертельсен — допоміг дизайнерові влаштувати свій перший показ у Парижі.
У 1988 році, спільно з Стівеном Робінсоном, Гальяно створив колекцію «Бланш Дюбоїс», за яку отримав звання «Найкращий дизайнер року». При створенні цієї колекції дизайнер, що надихнувся роботами японських модельєрів, застосував асиметрію крою. Популярність Джона як дизайнера росла — два роки поспіль Гальяно був відповідальним за колекції дому Баленсіага.
Криза модної індустрії початку 90-х, змусила дизайнера покинути Лондон і перебратися у Париж. Тут Гальяно допоміг випадок — він познайомився з Анною Вінтур, редактором американського «Vogue». Вінтур взяла під свою опіку молодого талановитого дизайнера і навіть допомогла йому з роботою. Вона умовила португальську світську пані Сао Шульбергер надати свій особняк в центрі Парижу для показу колекції Гальяно, що мала величезний успіх. 17 абсолютно чорних нарядів, в яких продефілювали моделі Кейт Мосс і Наомі Кемпбелл, з якими співпрацював Гальяно, вразили увесь світ моди.
Створені дизайнером жіночі образи завжди продумані до дрібниць. Один з найвідоміших образів — «Принцеса Лукреція». «Мене надихає особистість. Я уявляю, якою була ця жінка, що вона носила, де жила, хто були її коханці», — говорив Гальяно. Натхненням для колекції, що складається з крінолінів, вечірніх суконь, скроєних за косою, костюмів-піжам, стали 30-і роки.
Незабаром величезний талант Гальяно привернув увагу Бернар Арно, який в 1995 році запросив його на пост творчого директора дому Givenchy. Після року роботи в «Givenchy» він переходить на роботу в консервативний «Dior», який Гальяно казково перетворив. Щорічно випускається 12 колекцій, кожна з яких примушує по новому поглянути на світ моди. Так, в свій перший рік в «Dior» Джон Гальяно представив колекцію, що стала передвісником нового напряму, — гламур.
Створюючи нові образи, Гальяно змінює і свій образ. Він єдиний дизайнер, чия поява на подіумі є не менш цікавим шоу, ніж саме дефіле.

## Звинувачення в антисемітизмі
2 березня 2011 року французький дім моди Christian Dior звільнив свого провідного модельєра і артдиректора Джона Гальяно через його нібито антисемітські висловлювання у стані алкогольного сп'яніння. Таке рішення було ухвалено після того, як керівники Christian Dior подивилися відеозапис того, що відбувалося за участю Гальяно у паризькому кафе La Perle в кварталі Маре. У британських ЗМІ з'явилася інформація про те, що в одному з паризьких барів п'яний Д. Гальяно посварився з іншимі відвідувачами. «Такі, як ви, люди повинні бути мертві. Ваші матері та батьки повинні були всі загинути у газових камерах!», — говорив він.
Скривдженими виявилися двоє відвідувачів — 41-річний Філіп Віржіті і 35-річна Жеральдін Блох, які подали позов проти дизайнера, звинувативши його в антисемітських висловах. Адвокат Гальяно Стефан Зербіб заявив, що його клієнт не вимовляв жодних антисемітських фраз, а сам Гальяно в перші дні пояснював, що розмова йшла про моду.
Раніше повідомлялося, що відомий кутюр'є був викритий не тільки в расистських висловлюваннях, але навіть у симпатіях до Адольфа Гітлера. На сайті британського видання The Sun було розміщено відео, зняте одним з відвідувачів кафе, на якому Гальяно вимовляє «I love Hitler».
Раніше, модельєр неодноразово звинувачувався в нацистських витівках. Він судиться з жінкою, яка звинуватила його в антисемітських висловах в свою адресу. Нещодавно проти нього подали позов ще дві людини з тих же причин. 24 лютого 2011 його затримали і відправили на допит у поліцейську дільницю 8-го округу Парижа за «дрібне хуліганство» (він схопив за волосся 35-річну жінку) і «образи расистського і антисемітського характеру». Подружня пара розповіла, що Кутюр'є без видимої на те причини почав ображати їх, вигукнувши: «Щоб ти здохла, жидівська потвора» і «Я вб'ю тебе, довбаний азійський вилупок». Між тим, сам Гальяно, який досі пояснював свою витівку тим, що перебрав спиртного, вирішив подати зустрічний позов про наклеп.
Актриса Наталі Портман, яка рекламує зараз парфуми Christian Dior, опублікувала спеціальну заяву, в якій підкреслила, що «як єврейка, горда своїм походженням і не хоче працювати з Гальяно в одному домі». Співчуття модельєрові висловив його колега Джорджо Армані, який припустив, що скандал у барі La Perle міг бути викликаний «моментом слабкості» і висловив обурення тим фактом, що без відома Гальяно вівся відеозапис.
Пізніше в ЗМІ з'явилося повідомлення, що у разі прийняття судом обвинувального висновку Гальяно загрожує загратування строком до 6 місяців і штраф до 22,5 тисячі євро.
2 березня Гальяно приніс публічні вибачення, а також зізнався, що йому потрібна професійна психологічна допомога": «Антисемітизм і расизму немає місця в нашому суспільстві. Я щиро перепрошую за свою поведінку, я не мав наміру нікого ображати», — цитує міжнародне агентство поширене неназваною британської юридичною фірмою повідомлення Гальяно.
У виданому у середу комюніке він роз'яснює, що був «підданий словесним образам і невмотивованого нападу», коли хтось відвідувачів «спробував завдати удару стільцем, в агресивній формі заперечуючи проти мого зовнішнього вигляду і мого вбрання». «У зв'язку з цим я подав позов про наклеп і погрози на мою адресу». Разом з тим він підкреслив: «Я повною мірою усвідомлюю, що висунуті проти мене звинувачення потрясли і схвилювали людей. Я несу відповідальність за ситуацію, в якій опинився, і за те, що моє власна поведінка поставила мене в найнепривабливіше з усіх можливих положень».

## Нагороди
- «Найкращий дизайнер року» (1987, Велика Британія) — за колекцію на сезон весна-літо 1987 року.
- «Найкращий дизайнер року» (1994, Велика Британія) — за колекцію на сезон осінь-зима 1994–1995 років, що

складається всього з 17 моделей.
- «Найкращий дизайнер року» (1995, Велика Британія)
- «Найкращий дизайнер року» (1997, Велика Британія)
- Орден Британської імперії (2001, Велика Британія)
- Орден Почесного Легіону (2008, Франція)